# Leyte del Sur
Leyte del Sur (cebuano: Habagatang Leyte; inglés: Southern Leyte) es una provincia de Filipinas localizada en el archipiélago bisayo.

## Idiomas
El cebuano es el idioma principal de la provincia, aunque igualmente en este territorio se hablan el tagalo y el inglés (principalmente por las personas educadas y pertenecientes a la elite). También se puede mencionar el caso del cabaliano, que es hablado en el pueblo de Cabalían y que es una forma del surigaoense, este hablado en Surigao en la contracosta de Mindanao.

## Municipios
Pasando por la costa, desde el océano Pacífico hacia el mar de Bohol, estos son los pueblos de la provincia.
- Silago
- Hinunang̃an
- Hinundayan
- Anahawan
- San Juan (antiguamente Cabalían)
- San Bernardo (oficialmente Saint Bernard)
- Liloan
- San Francisco
- Pintuyan
- San Ricardo
- Limasawà
- Libagon
- Sógod
- Bóntoc
- Tomás Óppus
- Malítbog
- Macrohón
- Padre Burgos

## Ciudad
- Maasin

La ciudad de Maasin es la sede del gobierno provincial. También su iglesia es la sede obispal de la diócesis de Maasin.
El  28 de marzo de 1945 nace Rodrigo Duterte, en 2016 elegido presidente de Filipinas.

## Geografía insular
La provincia austroleyteña consta de cuatro islas: (1) la de Panaón, donde se encuentran las municipalidades de Liloan, San Francisco, Pintuyan y San Ricardo; (2) la de Limasawà; las isletas de (3) San Pedro y (4) San Pablo del pueblo de Hinunang̃an.